# Tmesisternus superans
Tmesisternus superans là một loài bọ cánh cứng trong họ Cerambycidae.